# Equazione di Riccati
In matematica, per equazione di Riccati si identifica un tipo di equazione differenziale ordinaria che è quadratica nella funzione incognita; in altri termini, si tratta di un'equazione della forma:
{\displaystyle y'(x)=q_{0}(x)+q_{1}(x)\,y(x)+q_{2}(x)\,y^{2}(x)}
dove {\displaystyle q_{0}(x)\neq 0} e {\displaystyle q_{2}(x)\neq 0}. Se {\displaystyle q_{0}(x)=0} l'equazione si riduce all'equazione differenziale di Bernoulli, mentre se {\displaystyle q_{2}(x)=0} diventa un'equazione differenziale lineare del primo ordine.
Le equazioni prendono il nome dai matematici Jacopo Riccati e suo figlio Vincenzo.
La generalizzazione delle equazioni di Riccati al caso matriciale ha importanti applicazioni nella teoria del controllo ottimo. L'equazione può essere inoltre generalizzata da un'equazione differenziale ai quaternioni, ed è collegabile all'equazione di Schrödinger a una dimensione.

## Metodi risolutivi
Data l'equazione:
{\displaystyle u'=P(z)+Q(z)u+R(z)u^{2}}
dove {\displaystyle P}, {\displaystyle Q} e {\displaystyle R} sono funzioni note, si effettua la sostituzione:
{\displaystyle u=-{\frac {y'}{yR}}}
Derivando si ha:
{\displaystyle u'={\frac {y'(yR'+y'R)-y''yR}{(yR)^{2}}}}
Inserendo ciò nell'equazione di partenza si ottiene un'equazione omogenea del secondo ordine:
{\displaystyle Ry''-(R'+QR)y'+R^{2}Py=0}
Se è possibile risolvere quest'ultima, si ricava la soluzione generale. Un altro modo per ottenere la medesima espressione consiste nel porre:
{\displaystyle y=e^{-\int {Ru}}}.
In generale per passare da una equazione del secondo ordine lineare omogenea {\displaystyle y''=Py'+Qy} a una di Riccati si pone il seguente cambio di variabile {\displaystyle y=e^{\int {u}}}.
Nel 1760 Eulero ha dimostrato che, se si conosce una soluzione particolare {\displaystyle u_{1}} dell'equazione originaria, allora è possibile ricondurre l'equazione dapprima a un'equazione differenziale di Bernoulli, e quindi a una lineare omogenea. Il tutto si abbrevia tramite la sostituzione:
{\displaystyle y={\frac {1}{u-u_{1}}}}
da cui si ottiene facilmente:
{\displaystyle y'=-(Q+2u_{1}R)y-R}
La soluzione generale risulta poi essere:
{\displaystyle u=u_{1}+{\frac {1}{y}}}
Eulero ha inoltre mostrato come, conoscendo due soluzioni {\displaystyle u_{1}}, e {\displaystyle ,u_{2}}, si ricava direttamente la soluzione generale, che assume la forma:
{\displaystyle u={\frac {ku_{1}e^{\int {u_{1}}-u_{2}}-u_{2}}{ke^{\int {u_{1}}-u_{2}}-1}}}
Altre proprietà notevoli sono state indagate da Picard e Weyr:
- Conoscendo tre soluzioni particolari, la soluzione generale non richiede integrazioni
- date quattro soluzioni particolari, il rapporto

{\displaystyle {\frac {(u_{1}-u_{2})(u_{3}-u_{4})}{(u_{1}-u_{4})(u_{3}-u_{2})}}}
è costante.

## Esempio
Data l'equazione:
{\displaystyle u'=xu^{2}+\left({\frac {1-2x^{2}}{x}}\right)u+{\frac {x^{2}-1}{x}}}
una soluzione particolare è:
{\displaystyle u_{1}=1}
Con la sostituzione {\displaystyle y=1/(u-u_{1})=1/(u-1)}, da cui si ha {\displaystyle u=1+1/y} e {\displaystyle u'=-y'/y^{2}}, si ottiene l'equazione del primo ordine:
{\displaystyle y'=-{\frac {y}{x}}-x}
che può essere risolta, per esempio con il metodo delle variazioni delle costanti, ottenendo:
{\displaystyle y=-{\frac {x^{2}}{3}}+{\frac {C}{x}}}
da cui:
{\displaystyle u=u_{1}+{\frac {1}{y}}=1+{\frac {3x}{3C-x^{3}}}}.